# Philip Newman
Philip Newman (Manchester, Anglaterra, 12 de maig de 1904 - Palma, 4 de setembre de 1966) fou un gran violinista anglès, el principal fundador del Festival Internacional de Música de Pollença.
Era fill de Harris Newman, un famós cantant de la seva època (mort el 1954). Estudià en el Manchester College of Music per començar els seus estudis de música amb el famós violinista rus, Adolf Brodsky. El 1924 el seu mestre el recomanà per estudiar en el Conservatori reial de Brussel·les, per ser alumne d'Albert Zimmel, que era així mateix, l'ajudant d'Eugène Ysaÿe. També fou alumne dels violinistes Henri van Hecke i César Thomson. Gràcies a la seva relació al professor Ysaÿe, començaria la seva amistat amb el seu fill, Antonie Ysaÿe, que seria també el seu representant. Entre 1928 i 1932 estudià a Berlín (Alemanya) amb el conegut violinista Willy Hess.
Fou amic dels millors músics i violinistes del moment com David Óistrakh, Aaron Rosand, Michael Rabin, Zino Francescatti, Lola Bobesco, Pau Casals, Stravinski, Schweitzer o Leonid Kógan.
A causa de la Segona Guerra Mundial, Newman viatjà a Portugal per fugir de la guerra. En aquest país organitzà, promulgà els concerts benèfics com del Concert de la Creu Roja Internacional o per refugiats de la guerra.
Un cop finalitzada la guerra en 1950 abandonà Portugal i començà a recórrer Europa donant gires. En 1954 viatjà a l'Àfrica per fer concerts per les colònies belgues. En acabar els seus concerts per Àfrica, viatjà per primer cop a Espanya, convidat pel seu gran amic Pau Casals per a assistir al Festival de Prades (actual Festival Pau Casals).
En 1961 viatjà per primera vegada a Mallorca i visita Pollença. Llavors decidí crear el Festival Internacional de Música de Pollença, que quedà fundat en 1962. El 4 de setembre donà el seu darrer concert en el festival pollencí.
Morí d'un atac de cor a la cambra de l'hostal San Luis de Palma, el 23 de novembre de 1966.
Al cap de poc, el doctor Alfons Jaume va acabar el seu bust que quedà en el claustre del Convent de Santo Domingo de Pollença, lloc on es realitza el festival que va fundar.
L'Ajuntament de Pollença el va nomenar Fill Adoptiu de Pollença i el donà un carrer que duu el seu nom.

## Distincions
- Membre del jurat del Concurs Musical Internacional "Reina Elisabet" (abans Concurs de Violí Ysaÿe) 1937.
- Membre del jurat del Concurs de Violí "Txaikovski" Moscou (Rússia)- Durant molts anys.
- Professor privat de violí i amic personal de la reina Elisabet de Bèlgica, o Elisabet de Baviera, mare de Leopold III de Bèlgica. Des de 1937 a 1965.
- Professor de violí de l'Acadèmia Nacional de Música de Lisboa.

## Premis
- Primer premi de Violí de Brussel·les.